# Kłodnica (gmina w województwie opolskim)
Kłodnica – dawna gmina wiejska istniejąca w latach 1945–1954 i 1973–1975 w woj. śląskim i woj. opolskim (dzisiejsze woj. opolskie). Siedzibą władz gminy była Kłodnica (obecnie dzielnica Kędzierzyna-Koźla), która w latach 1973–75 nie wchodziła w jej skład, stanowiąc odrębną gminę miejską.
Gmina zbiorowa Kłodnica powstała po II wojnie światowej (w grudniu 1945) w powiecie kozielskim na terenie tzw. Ziem Odzyskanych (tzw. I okręg administracyjny – Śląsk Opolski), powierzonym 18 marca 1945 administracji wojewody śląskiego, a z dniem 28 czerwca 1946 przyłączonym do woj. śląskiego (śląsko-dąbrowskiego).
Według stanu z 1 stycznia 1946 gmina składała się z 5 gromad: Kłodnica, Brzeźce, Januszkowice, Raszowa i Stare Koźle. 6 lipca 1950 zmieniono nazwę woj. śląskiego na katowickie; równocześnie gmina Kłodnica wraz z całym powiatem kozielskim weszła w skład nowo utworzonego woj. opolskiego.
Według stanu z 1 lipca 1952 gmina składała się z 5 gromad: Brzeźce, Januszkowice, Kłodnica, Raszowa i Stare Koźle. Gmina została zniesiona 29 września 1954 wraz z reformą wprowadzającą gromady w miejsce gmin.
Jednostkę reaktywowano 1 stycznia 1973 w tymże powiecie i województwie; w skład gminy weszły obszary 4 sołectw: Januszkowice, Krasowa, Łąki Kozielskie i Raszowa.
1 czerwca 1975 gmina weszła w skład nowo utworzonego (mniejszego) woj. opolskiego.
30 października 1975 gmina została zniesiona, a jej obszar przyłączony do gmin:
- Leśnica (obszary sołectw Krasowa, Łąki Kozielskie i Raszowa),
- Zdzieszowice (obszar sołectwa Januszkowice).

Równocześnie miasto Kłodnica zostało włączone do Kędzierzyna, po paru dniach przemianowanego na Kędzierzyn-Koźle.